# Church of Satan

Het zegel van de Church of Satan

De Church of Satan ('Kerk van Satan') is een internationale modern satanistische organisatie met het hoofdkwartier te New York. De kerk werd op 1 mei 1966 opgericht door Anton Szandor LaVey (1930-1997). De dag van oprichting staat traditioneel in verband met de heksensabbat. Leden zijn minimaal 18 jaar en hebben betaald voor hun lidmaatschap.

## Opvattingen
LaVey vond dat er in de naam van God veel pijn en ellende is veroorzaakt. Volgens hem werd al het kwaad op de duivel afgeschoven, zodat de christelijke kerk in een goed daglicht kwam te staan. Hij hoopte met zijn kerk een andere kijk te geven op Satan.
Binnen de Church of Satan verheerlijken de mensen zichzelf. De belangrijkste filosofie van de Church of Satan is dat niemand gelijk is.
De Church of Satan neemt zelf geen politieke stelling in. Aangezien individualiteit belangrijk is, bepaalt iedereen welke politieke partij hij of zij het beste vindt. Binnen de Church of Satan wordt ook de persoonlijke seksuele voorkeur van de leden gestimuleerd.
Binnen de satanskerk geloven velen in de kracht van amuletten, waaronder de wolfsangel, symbool van evenwicht in de natuur.

## Nederlandse afdeling
In Amsterdam was in de jaren tachtig een Satanskerk op de Oudezijds Achterburgwal op de Wallen opgericht door Maarten Lamers. Aangezien kerken niet belastingplichtig waren had Lamers een vergelijkbaar concept bedacht. De satanskerk was dan ook volgens de belastingdienst slechts een seksclub geheten het "Boudoir van de Satanskerk" de latere Bananenbar. Het latere PvdA-raadslid Karina Schaapman werkte hier en schreef er later een boek over, getiteld Zonder moeder.
Het genootschap werd uiteindelijk tot in hoogste instantie veroordeeld tot een achterstallige belastingaanslag van 10 miljoen gulden, maar Lamers kwam weg met een gevangenisstraf van een maand.

## Hiërarchie
De hiërarchie van de Church of Satan is als volgt:
- 0° Geregistreerd lid
- 1° Actief lid, Satanist
- 2° Witch/Warlock
- 3° Priestess/Priest
- 4° Magistra/Magister
- 5° Maga/Magus

Het is niet mogelijk om naar een rang te vragen of erop te solliciteren. De rangen worden uitgereikt door de hogepriester en de hogepriesteres.

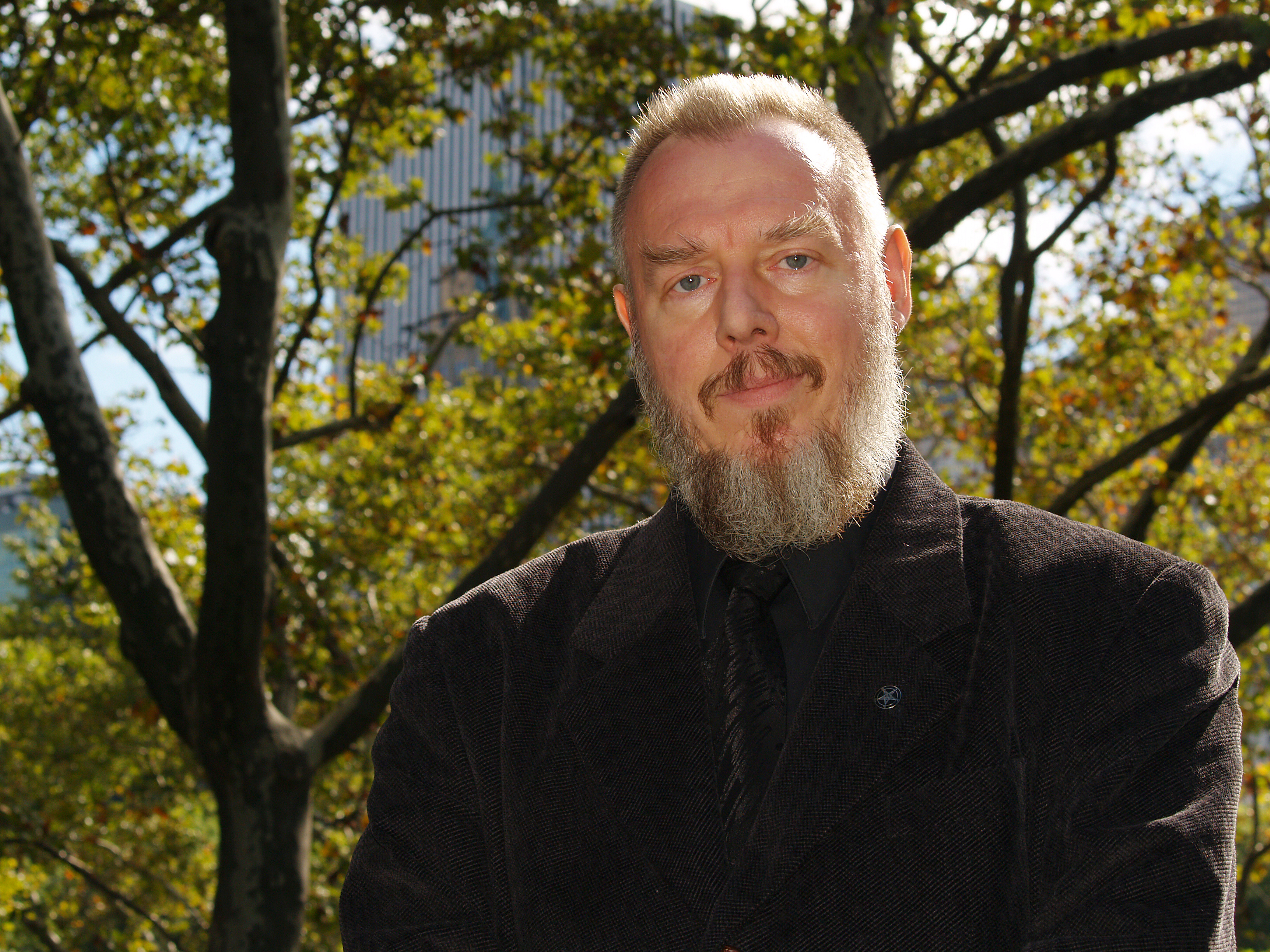
Peter Gilmore

## Titels
Binnen de kerk kunnen de leden titels krijgen. Deze titels kunnen aan iedereen gegeven worden ongeacht hun rang.
- Een agent is een persoon die toestemming krijgt van de kerk om haar te vertegenwoordigen bij het beantwoorden van vragen van de pers.
- Meester(es)sen van de grot, in het Engels Grotto Master, zijn leden die leiding geven aan een "grotto", een groep mensen binnen een zone die samen projecten uitvoeren en regelmatig samenkomen. De kerk kent geen "heksenkringen", een grot is een vriendengroep zonder formele status. De leider van een dergelijke groep heeft geen bijzonder gezag.
- Hogepriester en hogepriesteres, in het Engels High Priest en High Priestess, zijn rangen die maar door één persoon mogen worden gedragen. Deze twee personen zijn de leiders van de kerk. De huidige hogepriester is Peter Gilmore en zijn rang is Magus. De huidige hogepriesteres is Peggy Nadramia en haar rang is Magistra.

## Leidinggevenden
- Anton LaVey, oprichter en hogepriester 1966-1997
- Diane Hegarty, medeoprichter en hogepriesteres 1966-1984
- Zeena LaVey, dochter van Anton en Diane, hogepriesteres 1985-1990
- Karla LaVey, dochter van Anton en Carole, hogepriesteres 1990-1997
- Blanche Barton, Antons assistent, hogepriesteres 1997-2002
- Peter H. Gilmore, hogepriester 2001 tot heden
- Peggy Nadramia, hogepriesteres 2002 tot heden

## Bekende leden
- Boyd Rice, musicus en kunstenaar
- Marilyn Manson, zanger en acteur
- Sammy Davis jr., zanger en entertainer
- Michael Moynihan, musicus en Nietzsche-vertaler
- Don Webb
- Michael Aquino
- Jayne Mansfield, actrice
- Vincent Crowley, zanger van de Amerikaanse band Acheron en leidinggevende van de jongerenafdeling van de Church of Satan
- David Vincent, zanger van Morbid Angel

## Richtlijnen
De mensen binnen deze kerk proberen zich aan de volgende richtlijnen te houden:
De negen regels van satan geven weer hoe men binnen deze kerk over satan denkt.
1. Satan staat voor onschuld in plaats van schuld.
2. Satan staat voor liefde in plaats van haat.
3. Satan staat voor onbekende waarheden in plaats van grote dromen.
4. Satan staat voor aandacht voor mensen die het nodig hebben in plaats van lief zijn tegen iedereen.
5. Satan staat voor wraak in plaats van vergeten.
6. Satan staat voor verantwoordelijkheid in plaats van onverantwoordelijk gedrag.
7. Satan staat voor de mens als dier in plaats van een beter ontwikkeld wezen.
8. Satan staat voor alle zonden zodat een ieder verder kan gaan.
9. Satan is de grootste vriend van de kerk.

De negen satanische zonden:
1. Domheid
2. Pretentie
3. Solipsisme
4. Zelfbedrog
5. Kuddegedrag
6. Verlies van gezichtspunt en wijsheid
7. Het vergeten van orthodoxen van weleer
8. Contraproductieve trots
9. Gebrek aan esthetica

De elf regels op aarde:
1. Geef nooit je mening of advies als er niet om gevraagd is.
2. Vertel je problemen niet aan anderen tenzij je zeker weet dat ze deze willen horen.
3. Als je bij andere mensen in hun vertrouwde omgeving bent, respecteer ze dan, of ga er anders niet naartoe.
4. Als iemand jou irriteert in jouw vertrouwde omgeving, behandel ze dan gemeen en zonder genade.
5. Zoek geen seksuele toenadering tenzij je hiervoor een signaal krijgt.
6. Neem anderen niets af dat jou niet toebehoort, tenzij het voor een ander een last is en zij erom schreeuwen ervan verlost te worden.
7. Erken de macht van magie als je deze succesvol toegepast hebt. Als je de kracht van magie ontkent nadat je het succesvol hebt toegepast, zal je alles wat je ermee verkregen hebt, verliezen.
8. Klaag niet over dingen waaraan je zelf niet blootgesteld wordt.
9. Doe kinderen geen kwaad, want zij zijn onze toekomst.
10. Dood geen dieren, behalve als zij je hebben aangevallen of voor voedsel.
11. Als je je in het openbaar begeeft, val dan niemand lastig. Als iemand jou lastigvalt, vraag hem dan te stoppen. Als hij niet stopt, vernietig hem dan.